# Solanum atropurpureum
Solanum atropurpureum ist eine Pflanzenart aus der Gattung der Nachtschatten (Solanum). Innerhalb der Gattung wird sie in die Untergattung Leptostemonum eingeordnet, die sich vor allem durch die auffälligen Stacheln auszeichnet.

## Beschreibung

### Vegetative Merkmale
Solanum atropurpureum ist ein aufrecht wachsender Strauch mit einer Wuchshöhe von 0,5 bis 2 m. Die Stängel haben einen Durchmesser von etwa 1,5 cm, meist ist an der Basis nur ein einzelner Stängel ausgebildet, die ersten Verzweigungen sind stark nach oben aufstrebend, während die oberen, blütentragenden Zweige mehr gespreizt stehen. Mit Ausnahme der Blüten ist die gesamte Pflanze oftmals stark purpurn gefärbt, die Stacheln verblassen beim Trocknen (und gelegentlich schon an der lebenden Pflanze) strohfarben. 
Die Pflanzen sind nahezu unbehaart, einzig eine mehr oder weniger dichte Behaarung aus feinen, gestielten, drüsigen Trichomen, die kürzer als 0,15 mm sind, ist vorhanden. Diese Behaarung gibt der Pflanze ein goldenes Schimmern, wenn sie durch direktes Sonnenlicht beschienen wird. Die Zweige sind dicht mit geraden, nadelförmigen und etwas zurückgebogenen Stacheln besetzt. Die Stacheln erreichen Längen von 0,2 bis 2 cm, sind an der Basis bis zu 1,6 mm breit und besonders im unteren Teil mit feinen, gestielten und drüsigen Trichomen besetzt. 

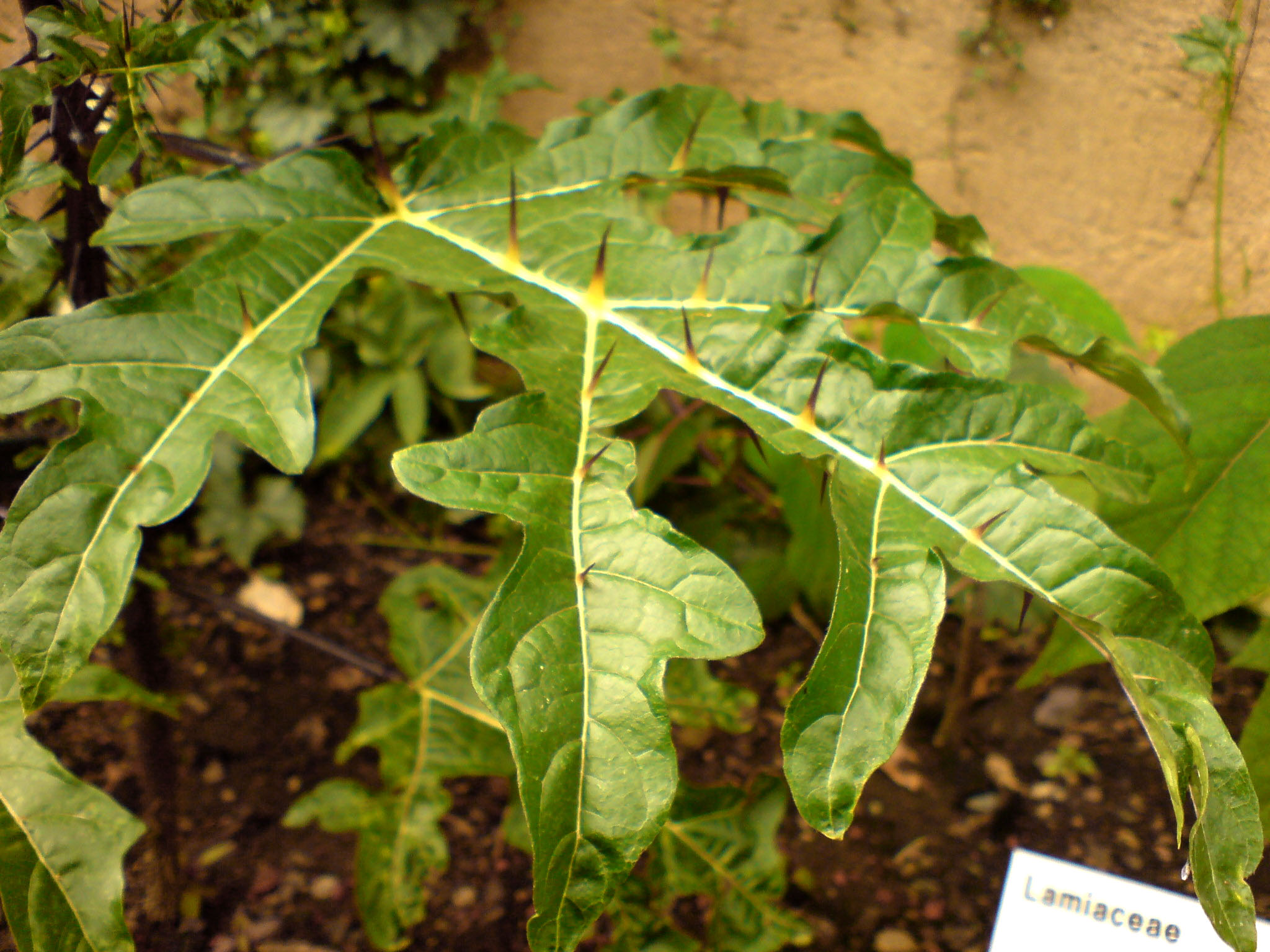
Laubblatt

Die sympodialen Einheiten besitzen zwei paarweise stehende Laubblätter. Die Laubblätter sind einfach, ihre Blattspreiten 5 bis 20 cm lang und 20 bis 45 cm breit, dünn, eiförmig bis nahezu kreisförmig. Von den paarweise stehenden Blättern ist meist eines etwa doppelt so groß wie das andere. Die Oberseite ist unbehaart oder spärlich bis mäßig mit durchscheinenden, aus zwei bis vier Zellen bestehenden Trichomen von 1 bis 2 mm Länge behaart, die Unterseite ist nur manchmal unbehaart, meist jedoch mit vereinzelten, sternförmigen, aufsitzenden Trichomen mit vier bis fünf Strahlen und einer Länge von 0,8 bis 1,5 mm besetzt. Beide Blattseiten sind an den Hauptadern mit Stacheln besetzt, die denen an den Blattstielen ähneln, zu den schwächer werdenden Adern hin werden auch die Stacheln kleiner. 
Die Blattbasis ist meist abgeschnitten, manchmal etwas schräg. Der Blattrand ist mit Trichomen bewimpert, die denen der Blattfläche gleichen und schwach bis stark in zwei bis vier Paar spitze oder zugespitzte Lappen geteilt, diese sind selbst ganzrandig und dreieckig bis geschwungen oder aber selbst wieder gelappt. Schwach gelappte Blätter sind eben, während stark gelappte Blätter sich überlappende Abschnitte aufweisen, so dass sie in Herbarexemplaren stark gefaltet und verdreht erscheinen. Nach vorn hin sind die Blätter spitz zulaufend. 
Die größeren Blattstiele sind 2 bis 9 mm lang und sind mit feinen, gestielten, drüsigen Trichomen besetzt, aber ansonsten unbehaart oder sehr spärlich mit feinen, vier- bis sechszelligen, durchscheinenden Haaren von 1,5 bis 3,5 mm Länge versehen. Die Bewehrung der Blattstiele besteht aus fünf bis 20 geraden, nadelförmigen, abstehenden Stacheln mit einer Länge von bis zu 25 mm und einer Breite von bis zu 3 mm an der Basis. Sie sind damit ähnlich den Stacheln der Zweige, aber meist größer als diese. 

### Blüten und Blütenstände

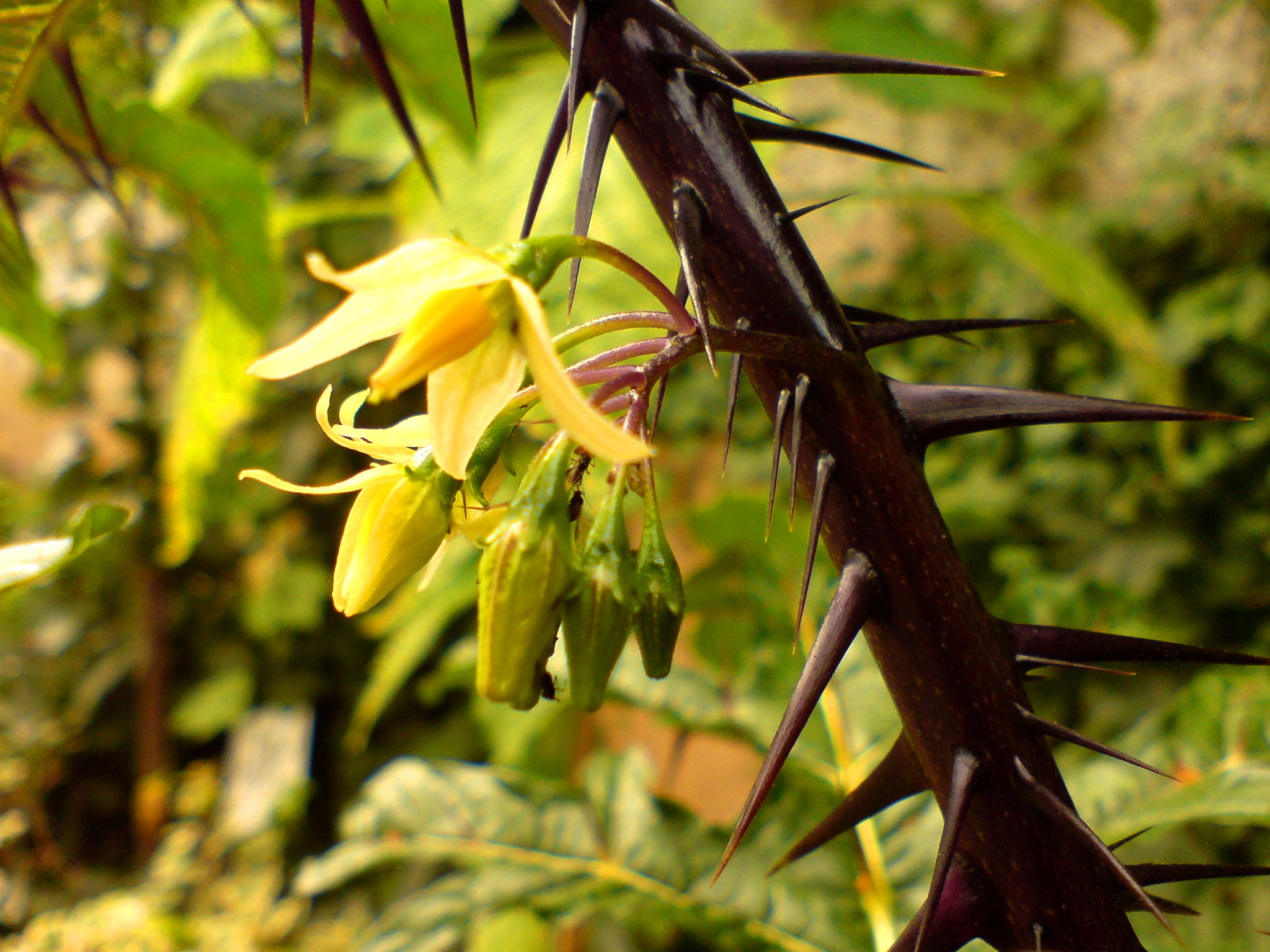
Blütenstand

Die Blütenstände stehen außerhalb der Sprossachseln, sind 0,8 bis 2,5 cm lang, unverzweigt und bestehen aus vier bis zehn Blüten. Pro Blütenstand werden meist ein bis sechs, selten auch bis acht Früchte ausgebildet. Der Blütenstand ist mit Ausnahme einiger feiner, gestielter Drüsen unbehaart. Der Blütenstandsstiel ist zur Blütezeit 0,4 bis 1 cm lang, verlängert sich während der Reifung der Früchte auf 0,5 bis 1,7 cm. Er ist unbewehrt oder mit wenigen, geraden, abstehenden, nadelförmigen, bis zu 6 mm langen Stacheln besetzt. Die Rhachis ist 0,2 bis 1 cm lang, die Blütenstiele sind zur Blütezeit 5 bis 12 mm lang, verlängern sich anschließend auf 10 bis 20 mm an den Früchten, an der Spitze sind sie etwas verbreitert. Sie sind spärlich bis mäßig bewehrt, die Stacheln sind gerade, nadelförmig und bis zu 3 mm lang, sie besitzen eine etwas verbreiterte Basis und stehen im 45° Winkel etwa 0,5 bis 4 mm auseinander.
Der Kelch der Blüten ist etwa 3,5 mm lang, ist bis zur Hälfte gespalten, so dass eine 1 bis 2,5 mm lange Kelchröhre vorhanden ist, die mit 1 bis 2 mm langen und ebenso breiten Kelchzipfel besetzt ist. Diese Kelchzipfel sind dreieckig oder eiförmig zugespitzt, ihre Spitzen sind grün und verdickt, die seitlichen Ränder sind leicht trockenhäutig. An den Früchten vergrößern sich die Lappen auf 2 × 1,8 mm, die Ränder sind dann nochmals deutlicher trockenhäutig. Der Kelch ist unbehaart oder selten mit wenigen einzelligen Trichomen besetzt, er kann unbewehrt sein oder wenige, bis 3 mm lange Stacheln aufweisen. Die Krone misst 1,5 bis 2 mm im Durchmesser, ist 8 bis 13 mm lang, sternförmig und dünnhäutig. Die Farbe wird als gelb, grünlich, gelb-grün oder weiß beschrieben, meist ist es jedoch ein gelbliches grün. Die Kronröhre ist 1,5 bis 2,2 mm lang. Die Kronlappen sind 6 bis 11 mm lang und 2,5 bis 4 mm breit, lanzettlich, zugespitzt, aber nicht stachelspitzig, abstehend, mit zurückgebogenen Spitzen versehen und auf beiden Seiten unbehaart.
Die Staubblätter besitzen 1,6 mm lange Staubfäden, die in etwa auf der Hälfte der Kronröhre ansetzen. Die Staubbeutel sind 6 bis 7 mm lang und 1,8 mm breit und nach vorn zugespitzt. Sie stehen frei, sind an der Außenseite der Basis gelb-orange gefärbt und werden nach innen und zur Spitze hin deutlich heller gelblich. Sie öffnen sich über kleine Poren, die nach außen gerichtet sind. Der Fruchtknoten ist 1,4 × 1,6 mm lang, unbehaart und weiß. Er trägt einen etwa 8,5 mm langen und 0,2 bis 0,6 mm durchmessenden, zylindrischen und unbehaarten Griffel, der etwa 1,2 mm über die Staubblätter hinaussteht. Oftmals ist er seitlich geneigt und steht über die Spitzen zweier Staubbeutel hinaus. Die Narbe ist gespalten und deutlich zweilappig, hellgrün und fein papillös.

### Früchte und Samen

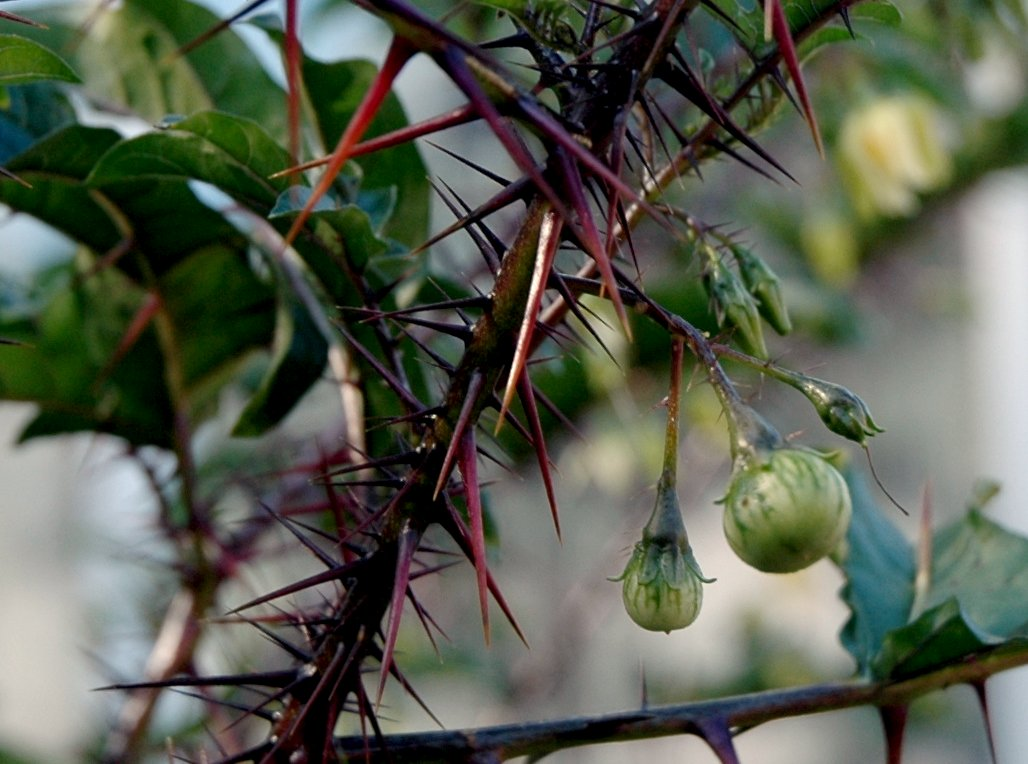
Unreife Früchte

Die Früchte sind 1,4 bis 1,6 mm durchmessende, kugelförmige Beeren, die zur Reife gelb-orange gefärbt sind und eine klebrige Oberfläche besitzen. Bei einer Auszählung von zwölf Früchten wurden 65 bis 145 Samen gezählt, im Mittel enthielten die Früchte 108 Samen. Diese sind 3,2 bis 3,7 mm groß, braun und mit einem etwa 0,7 mm breiten Flügel versehen.

### Chromosomenzahl
Die Chromosomenzahl beträgt 2n = 24.

## Vorkommen und Standorte
Das natürliche Verbreitungsgebiet der Art liegt im Südosten Südamerikas. Mit der Einführung von Ackerbau und damit verbundenen großflächigen Rodungen hat sich die Art jedoch weiter verbreitet; die erste Sammlung aus Kolumbien 1922 ist wahrscheinlich darauf zurückzuführen.
Solanum atropurpureum ist eine häufig vorkommende Pflanze, die in Wäldern oder als Unkraut im Sekundärwald, auf Lichtungen, entlang von Straßen, Weideland und Kulturflächen vorkommt. Im südöstlichen Brasilien, in Paraguay, Uruguay und im nordöstlichen Argentinien ist die Art in Höhenlagen unterhalb von 1000 m zu finden, in Kolumbien wächst sie jedoch zwischen 1500 und 1900 m.

## Systematik und Botanische Geschichte
Solanum atropurpureum wurde 1824 von Franz von Paula von Schrank anhand einer in München kultivierten Pflanze erstbeschrieben. Er vermutet, dass die Pflanze auf eine Samensammlung von Carl Friedrich Philipp von Martius aus Brasilien zurückgeht. Noch bestehende Herbarexemplare aus Martius' Sammlungen in den Herbarien der Botanischen Staatssammlung München und des Nationale Plantentuin van België in Meise können nicht genau auf eine Zeit vor oder nach der Veröffentlichung von Schrank datiert werden.
Innerhalb der Gattung der Nachtschatten (Solanum) wird die Art in die Untergattung Leptostemonum und dort in die Sektion Acanthorphora eingeordnet. Die Zugehörigkeit der meisten Vertreter, die traditionell in diese Sektion eingeordnet werden, konnte durch molekularbiologische Untersuchungen bestätigt werden. Innerhalb der Sektion gehört Solanum atropurpureum zu einer Gruppe, die alle stark abgeflachte Samen mit einem seitlichen Flügel aufweisen. Als Schwesterart wird durch diese Untersuchungen Solanum tenuispinum bestimmt, beide Arten sind wiederum nahe verwandt zu Solanum acerifolium. Morphologisch sind jedoch Solanum tenuispinum und Solanum acerifolium einander ähnlicher als beide Arten jeweils zu Solanum atropurpureum.

## Verwendung
Die Art wurde schon früh in den Botanischen Gärten Europas kultiviert und ist dort immer noch häufig zu finden. Grund dafür sind neben der einfachen Anzucht vor allem die beeindruckende Bewehrung und die oftmals glänzenden und purpurfarbenen Zweige.

## Nachweise

### Hauptquellen
- Michael Nee: Solanum atropurpureum. In: Solanaceae Source (online), April 2006, abgerufen am 20. März 2011.